# Евпатория
Евпатория (на украински: Євпаторія; на кримскотатарски: Kezlev) е морски курортен град в Крим.
Населението му е около 130 000 души, но в разгара на летния сезон се увеличава многократно. Ежегодно на почивка и лечение там пристигат над 700 000 – 900 000 души.
Около 500 години пр.н.е. градът е бил гръцка колония. От 7 до 10 век е владение на хазарите. За кратко време между 1478 и 1485 година попада в ръцете на Османската империя. През 1783 година заедно с целия Кримски полуостров градът е завладян от Руската империя. Името му официално е сменено на Евпатория през 1784 година.